# Klucz nastawny
Klucz nastawny – narzędzie – klucz o zmiennym rozwarciu szczęk, umożliwiającym odkręcanie i przykręcanie śrub i nakrętek o różnych wymiarach. Niektóre klucze nastawne dzięki silnemu dociskowi i tarciu uzębionych szczęk nadają się do pracy również na  powierzchni walcowej (klucze do rur). 
W wielu krajach Europy (m.in. Francji, Niemczech, Portugalii i Hiszpanii) klucz nastawny nazywany jest „angielskim” z uwagi na opracowanie w 1842 roku pierwszego klucza regulowanego przekładnią ślimakową, przez angielskich inżynierów Richarda Clyburna i Edwina Buddinga. Bywa także nazywany kluczem szwedzkim od wynalazcy Johana Pettera Johanssona. 
Istnieją różne rodzaje kluczy nastawnych, różniące się konstrukcją i zastosowaniem, m.in.:
- klucz angielski,
- klucz francuski,
- klucz szwedzki,
- żabka
- i inne.

Klucze nastawne do rur
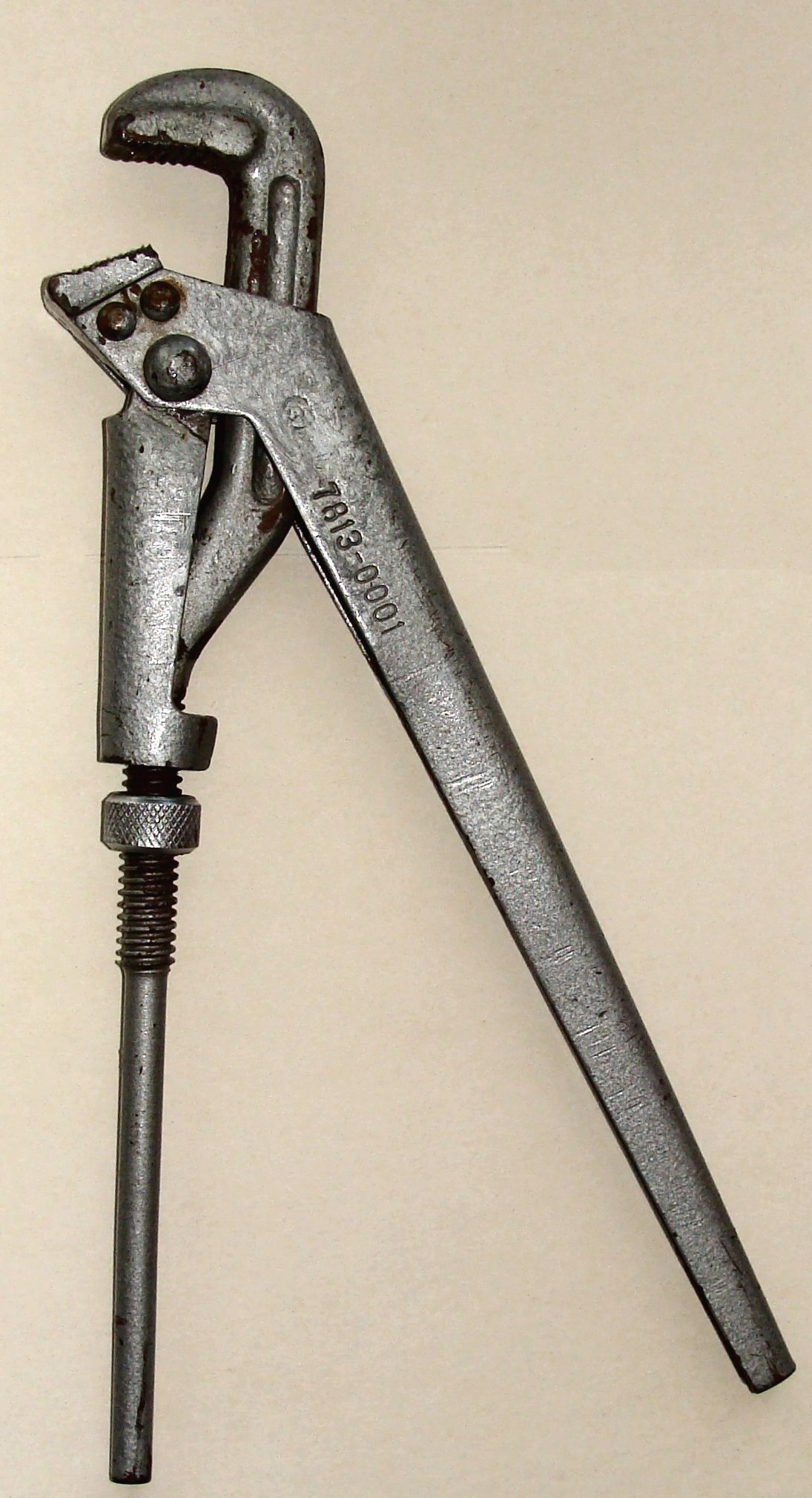
szwedzki
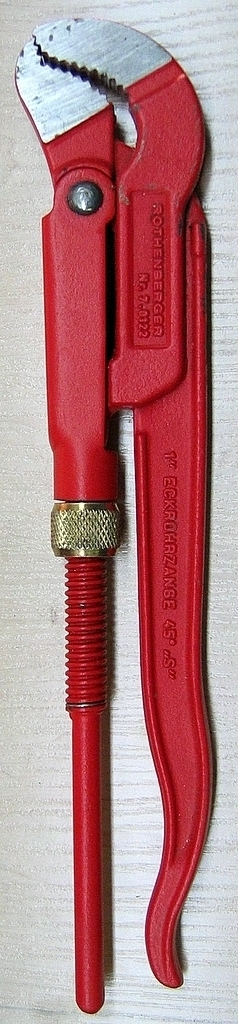
szwedzki
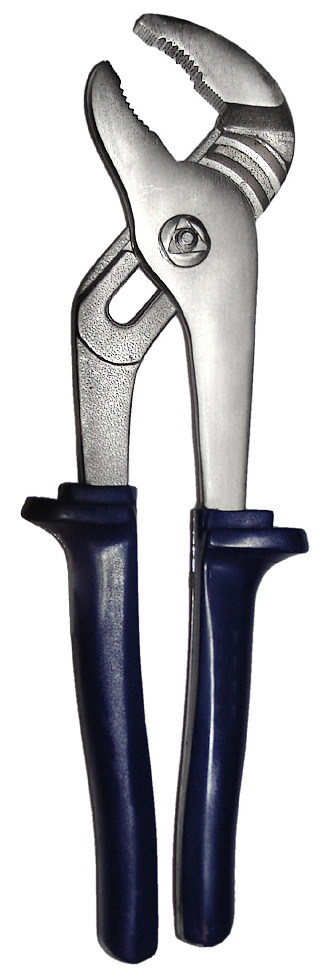
żabka
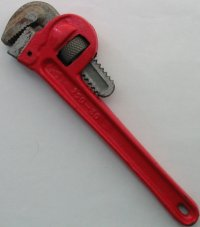
samozaciskowy

Inne klucze nastawne
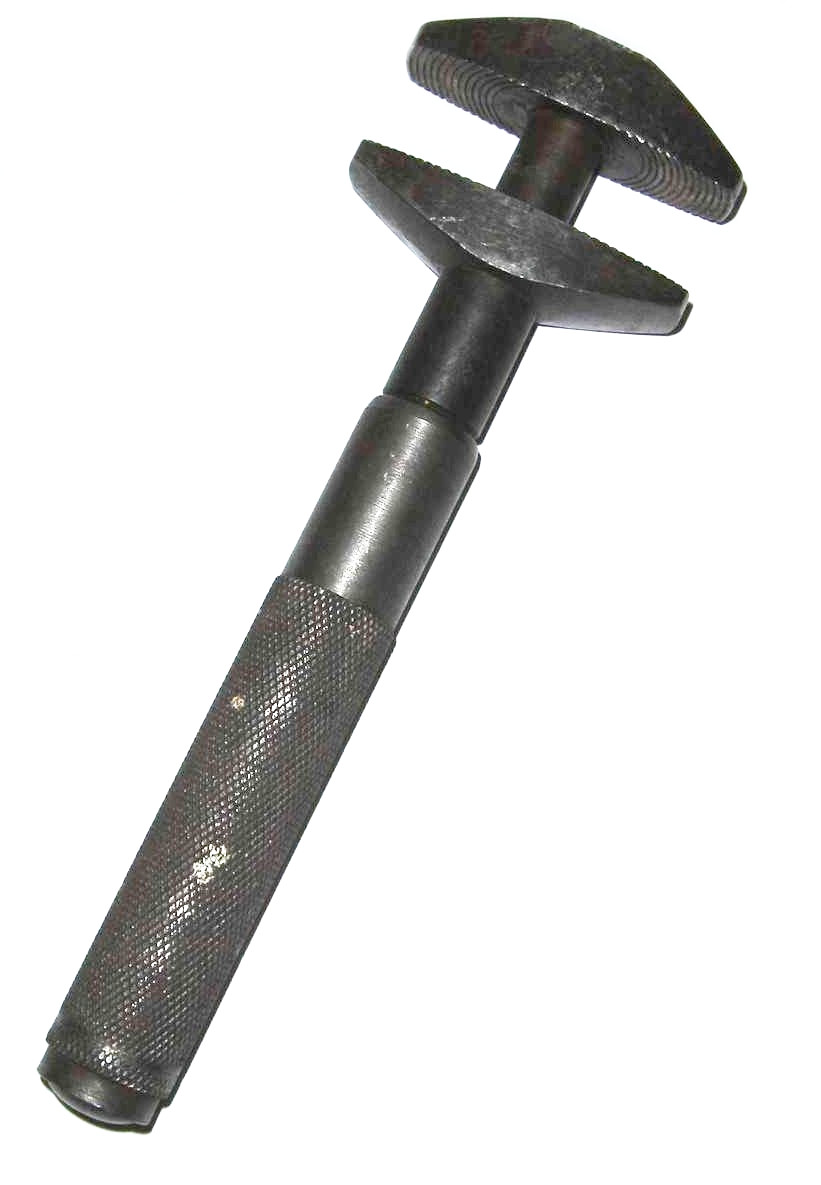
francuski
angielski